# Украинцы в России
Украинцы в России (укр. Українці в Росії) занимают 11-е место по численности их постоянного населения (884 007 чел. или 0,68 % населения, указавших национальность по переписи 2021 года). В целом с учётом украинцев-граждан РФ и трудовых иммигрантов с Украины (около 3,6 миллионов украинцев по оценке ФМС РФ в 2009 году) фактически в России в 2009 году проживало более 5 млн украинцев. В 2016 году эта цифра снизилась до 4 млн — около 2 млн украинцев, постоянно проживающих в России, и около 2 млн украинских иммигрантов.

## Динамика численности украинцев
Данные переписи 2021 года:
- Общее количество — 884 007 чел. (8-е место).
- Удельный вес украинцев в населении Российской Федерации — 0,60 %.

В период с 1989 по 2010 г. численность украинцев в Российской Федерации уменьшилась в 4,9 раза (на 79,7 %).
| N | год переписи | количество | уд. вес (%) |
| - | ------------ | ---------- | ----------- |
| 1 | 1926         | 6871194    | 7,41        |
| 2 | 1939         | 3359184    | 3,07        |
| 3 | 1959         | 3359083    | 2,86        |
| 4 | 1970         | 3345885    | 2,57        |
| 5 | 1979         | 3657647    | 2,66        |
| 6 | 1989         | 4362872    | 2,97        |
| 7 | 2002         | 2942961    | 2,03        |
| 8 | 2010         | 1927988    | 1,35        |
| 9 | 2021         | 884 007    | 0,60        |

При анализе данных переписи 1926 года следует учитывать, что в послепереписной период из состава РСФСР были исключены Казахская АССР (современный Казахстан), Кара-Киргизская АО (современная Киргизия), а затем (что важно и при анализе данных также и переписи 1939 года) была исключена Крымская область.
Количество украинцев по разным регионам России изменялось неодинаково: так в Москве за этот срок численность увеличилась с 252,7 тыс. чел. до 253,6 тыс. чел., хотя в подавляющем большинстве отмечается обратная динамика: Тюменская область — с 260,2 тыс. чел. до 211,4, Краснодарский край — с 195,9 тыс. чел. до 131,8, Московская область — с 185,4 тыс. чел. до 147,8, Приморский край — с 185,1 тыс. чел. до 94,1, Ростовская область — с 178,8 тыс. чел. до 118,5, Санкт-Петербург — с 151,0 тыс. чел. до 87,1, Воронежская область — с 122,6 тыс. чел. до 73,7 и т. д.

### После 2014 года
В марте 2014 года население РФ пополнилось 2,5 миллионами жителей Крыма, около 15 процентов из этого числа украинцы. По данных ФМС, с началом войны в Донбассе из Донецкой и Луганской областей Украины в Россию за два года въехали и остались 1,2 миллиона человек.
По данным ООН на январь 2023 года, с начала 2023 года границу пересекли более 2,8 миллиона беженцев из Украины, однако неизвестно, сколько из них остались.
С 2014 года, после Евромайдана и начала войны в Донбассе, украинская государственная символика в РФ стала восприниматься негативно радикально настроенными гражданами, СМИ и т.д., а её демонстрация стала сопровождаться скандалами, и наоборот - в Украине государственная символика РФ стала восприниматься негативно радикально настроенными гражданами, СМИ и т.д. и её демонстрация сопровождается скандалами..https://ria.ru/20190811/1557397196.html
https://life.ru/p/836530

## Украинцы в РСФСР и Российской Федерации
Демография украинцев и использование украинского языка на территории РСФСР в Советском Союзе имело следующие особенности:
1. Массовая депопуляция украинцев в 1930-х (середина, вторая половина) и в 1990-х — 2010-х годах: общее число украинцев на современной территории Российской Федерации по переписи 1926 года — 6 870 976 чел. (без числа украинцев Казакской АССР — 860 822, Киргизской АССР — 64 128, Крымской АССР — 77 405), что составляло 10,68 % от всего населения. Общее число украинцев на современной территории Российской Федерации по переписи 1939 года — 3 205 061 чел. (без числа украинцев Крымской АССР — 154 123), что составило уже 2,96 % от всего населения. Таким образом, на одной же территории РСФСР за 13 лет количество украинцев уменьшилось более чем на половину (-53,35 %) — на 3 665 915 чел. По переписи 1989 года в РСФСР проживало 4 362 872 украинцев, что составляло 2,97 % от всего населения, по переписи 2010 года в Российской Федерации проживало уже 1 927 988 украинцев, что составляло 1,40 % от всего населения. Кроме того уменьшение количества украинцев в республиках Средней Азии в 1989—2010 годах оценочно составляет −72 %, или 887 300 чел., большая часть которых эмигрировала из Средней Азии в соседнюю Россию (в меньшей степени на Украину).
2. Массовое переселение украинцев из мест обычного проживания XIX — первой половины XX веков. Так на территории последних трёх регионов России по переписи 1897 года не проживало ни одного украинца (жителя, говорящего на «малороссийском наречии»), а, согласно переписи 1989 года, здесь числилось 128 786 украинцев (более 12 % от всего населения), кроме того более 10 % от всего населения составляли украинцы в Ханты-Мансийском автономном округе (11,69 %) и Ямало-Ненецком АО (17,18 %)[10].

|  |  |  |

|  |  |  |

Общее число украинцев в РСФСР/России уменьшилось с 1926 по 1989 год на 2,5 млн, а с 1989 по 2010 год ещё на 2,4 млн чел.
|  |  |  |  |  |

|  |  |  |  |  |

## Компактные области проживания в России

### Санкт-Петербург
Когда Санкт-Петербург был столицей Российской империи, многие люди отовсюду, в том числе украинцы, переехали в него. Известные украинские деятели — поэт Тарас Шевченко и композитор Дмитрий Бортнянский провели большую часть своей жизни и умерли в Санкт-Петербурге.
По данным последней переписи населения 2010 года, в городе насчитывается 64 446 украинцев; они представляют наибольшую нерусскую этническую группу этого города.

## Демографическая структура украинцев в России
|  |  |  |

|  |  |  |

| 90-75% 75-50% 50-25% | 25-10% 10-5% 5-2% |

### Половой состав
В Российской Федерации, по переписи 2002 года, 1 532 798 украинцев — женщины (52,1 %), 1 410 165 — мужчины (47,9 %). В 2010 году 887 737 мужчин и 1 040 251 женщин.

### Возрастная структура
| N  | возраст    | количество (2002) | Уд. вес (%) |
| -- | ---------- | ----------------- | ----------- |
| 1  | 0-14       | 166863            | 5,67        |
| 2  | 15-17      | 62077             | 2,11        |
| 3  | 18-19      | 42420             | 1,44        |
| 4  | 20-24      | 134074            | 4,56        |
| 5  | 25-29      | 183954            | 6,25        |
| 6  | 30-34      | 231346            | 7,86        |
| 7  | 35-39      | 270424            | 9,19        |
| 8  | 40-44      | 323729            | 11,00       |
| 9  | 45-49      | 291765            | 9,91        |
| 10 | 50-54      | 280131            | 9,52        |
| 11 | 55-59      | 177698            | 6,03        |
| 12 | 60-64      | 252493            | 8,58        |
| 13 | 65-69      | 176379            | 5,99        |
| 14 | 70 и более | 349608            | 11,88       |
| 15 | не указан  | 548               | 0,02        |
|    | Всего      | 2942961           | 100,00      |

Возрастная структура 2010 по ссылке

### Расселение
В Российской Федерации на 2002 год всего 2 942 961 украинцев, в том числе 2 251 198 горожан (76,49 %) и 691 763 сельских жителей (23,51 %). По переписи 2010 года в России всего проживало 1 927 988 украинцев, из которых 1 475 951 горожан (76,55 %) и 452 037 сельских жителей (23,45 %).
Наибольшее число украинцев проживает в аннексированном Россией Крыму (291,6 тыс. чел., 2014 г.), затем в Тюменской области (157,3 тыс. чел. (2010 г.), включая ХМАО, где 91,3 тыс. украинцев, и ЯНАО, где 49,0 тыс. украинцев), Москве (154,1 тыс. чел., 2010 г.), Московской области (119,5 тыс.), Краснодарском крае (83,7 тыс.), Ростовской области (77,8 тыс.), Санкт-Петербурге (64,5 тыс., 2010 г.), Севастополе (52,9 тыс. чел., 2014 г.), Омской области (51,8 тыс., 2010 г.), Приморском крае (50,0 тыс.) и др. В 36-х (из 83-х) субъектах Российской Федерации (по переписи 2010) украинцы в структуре населения занимают 2-е место после русских, в том числе в городах Москва и Санкт-Петербург. Однако наибольший удельный вес украинцев наблюдается в аннексированных Крыму (16,0 %, 2014 г.) и Севастополе (14,2 %, 2014 г.), а также в основном в северных регионах РФ: Ямало-Ненецком АО (9,7 %, 2010 г.), Магаданской области (6,5 %), Ханты-Мансийском АО (6,4 %), Чукотском АО (6,0 %), Мурманской области (4,8 %), Республике Коми (4,2 %), Камчатском крае (3,9 %), Калининградской области (3,7 %), Белгородской области (2,8 %, 2010 г.), Еврейской АО (2,8 %), Приморском крае (2,8 %), Омской области (2,7 %), Сахалинской области (2,6 %), Оренбургской области (2,5 %) и т. д. Наименьший удельный вес украинцев характерен для республик Северного Кавказа: Дагестан (0,05 %, 2010 г.), Чечня (0,03 %), Ингушетия (0,02 %, 2010 г.).

## Общественные организации
В 1992 году была создана общественная организация «Объединение украинцев России», однако в 2011 году она была ликвидирована Минюстом. В 2012 году на ее основании была основана "Федеральная национально-культурная автономия «Украинцы России» (председатель Б. А. Безпалько).
С 1992 в Иркутске действует Украинский Культурный Центр «Днипро», который до 2000 года назывался «Клэкит». Резиденцией центра долгое время являлась библиотека № 13, где хоры репетировали украинские песни и демонстрировали украинские вышитые рушники. С 1992 года в Краснодарском крае существует «Общество украинцев Кубани».
С 1993 года в Москве действует Национальный украинский центр (Арбат, 9). После начала войны между РФ и Украиной центр продолжил свою деятельность, хотя национальные флаги на входе в здание были убраны.
В 2002 году в Тольятти была зарегистрирована Местная общественная организация Украинское землячество «Днипро», состоящая из 52 человек. При организации действует одноименный народный хор.
С 2005 года действует «Объединение Украинцев Мурманской области» (председатель Н. Боршуляк), при нем действует народный самодеятельный коллектив украинской песни «Джерела».
В 2018 году была закрыта библиотека украинской литературы в Москве. Директор библиотеки Наталья Шарина была арестована за распространение экстремистской литературы.
В 2020 году в Омске, в связи с нарушениями в работе организации, был ликвидирован Сибирский центр украинской культуры «Ciрий Клин» (Серый Клин).

## Образование и культура
Подавляющее большинство украинцев в России владеют и используют в быту русский язык.  Тем не менее в селе Золотоношка (Башкортостан) функционирует украинский историко-культурный центр, народный ансамбль украинской песни «Зоряний свiт», проводится конкурс Шевченковских чтений, а в школе изучается украинский язык как отдельный предмет.
В 2010 году в МГУ был издан учебник украинского языка для стран СНГ тиражом в тысячу экземпляров.
После аннексии Россией Крыма закрыты украиноязычные школы. По состоянию на 2016 год действует только одна украиноязычная школа. Формально преподавание на украинском языке разрешено, неформально подобные попытки активно блокируются. В 2019 году последнюю школу, которая заявлена как украиноязычная, переформатируют — причём, по словам родителей, все предметы де-факто уже преподавались на русском языке. Хотя также существует свидетельства обратного, в 2019 многих школьников заставили изучать украинский язык насильно, а попытки отказаться от изучения языка всячески блокирую администрации школ и других учебных заведений на территории полуострова, также на момент начала активных военных действий изучение языка продолжают насаждать, без возможности отказаться и в других анексированных регионах: Донецкой, Луганской, Запорожской и Херсонской областях.
Традиционным украинским фестивалем на территории России является «Сорочинская ярмарка» («Сорочинський ярмарок»), который состоит из исполнения украинских песен, демонстрации украинского декоративно-прикладного искусства, приготовления блюд украинской кухни. Такие фестивали проводились и после обострения отношений между Россией и Украиной в Новосибирской области, Приморском крае и пр.
Также украинские фестивали «Щедрый вечер» проводятся на православное Рождество. В рамках фестиваля проходят выставки народного декоративно-прикладного творчества, национальной украинской кухни и гала-концерты.